# Tom Waring
Thomas Waring, detto Pongo (Birkenhead, 12 ottobre 1906 – Birkenhead, 20 dicembre 1980), è stato un calciatore inglese, di ruolo attaccante.

## Carriera
Firmò per il Tranmere Rovers nel 1926 e passò due anni dopo all'Aston Villa, in cambio di 4.700 sterline. Debuttò in una partita della squadra riserve giocata contro il Birmingham City, dove segnò una tripletta.
Segnò per i Villans 167 reti in 226 presenze, includendo dieci triplette ed il record di 49 reti nel campionato 1930-1931.
Nel novembre 1935 si trasferì al Barnsley. Giocò successivamente per il Wolverhampton Wanderers, nuovamente Tranmere, Accrington Stanley, Bath City, Ellesmere Port Town, Graysons, Birkenhead Dockers e Harrowby. Terminò la carriera al New Brighton nel 1940.
È stato convocato per cinque volte nell'Inghilterra.